# Eric Botteghin
Eric Fernando Botteghin (* 31. August 1987 in São Paulo) ist ein brasilianischer Fußballspieler. Seit 2021 spielt er für Ascoli Calcio.

## Karriere
Eric Botteghin begann bei der zweiten Mannschaft des SC Internacional aus Porto Alegre Fußball zu spielen, bevor er 2007 für lediglich ein halbes Jahr zu Grêmio Barueri wechselte. Im Sommer 2007 ging Botteghin schließlich ablösefrei in die Niederlande und spielte in den folgenden vier Jahren bei PEC Zwolle. Insgesamt absolvierte er in dieser Zeit 140 Einsätze für Zwolle in der Jupiler League, der zweiten niederländischen Liga, und erzielte zwölf Tore. 2011 wechselte Botteghin zum NAC Breda und spielte fortan in der Eredivisie. Nach zwei Jahren ging er für eine Ablösesumme von 650.000 Euro zum FC Groningen.
Im Sommer 2015 wechselte Botteghin schließlich für eine Ablösesumme von 2,5 Millionen Euro zu Feyenoord Rotterdam, wo er einen Vier-Jahres-Vertrag erhielt. In der Saison 2016/17 wurde Botteghin mit Feyenoord niederländischer Meister. Aus diesem Grund erhielt der FC Groningen eine beim Transfer zuvor beschlossene Bonuszahlung von 100.000 Euro.
Anfang August 2021 wurde der Wechsel von Botteghin nach Italien zu Ascoli Calcio bekannt. Der Vertrag mit Feyenoord war ausgelaufen und er konnte ablösefrei wechseln. Der Kontrakt erhielt eine Laufzeit bis Mitte des Jahres 2023.

## Erfolge
Feyenoord Rotterdam
- Niederländischer Meister: 2017
- Niederländischer Pokalsieger: 2016, 2018
- Niederländischer Supercupsieger: 2017, 2018